# Chloë des Lysses
Chloë des Lysses (ur. 27 czerwca 1972 w Tulonie) – francuska gwiazda porno, pisarka, fotografka i dziennikarka.

## Życiorys
Urodziła się w Tulonie we Francji. W 1993 roku, w wieku 21 lat grała w filmach porno Marc Dorcel Video, najpierw pod swoim prawdziwym imieniem Chloé w porno wersji Blond Venus - Błękitna Wenus (La Venus Bleue)  i parodii porno Milczenia owiec - Przestępstwo uwiedzenia (Délit de Séduction), a także we włoskiej produkcji Rocco Siffrediego Il guardaspalle (1993), później jako Nathalie Wood (w nawiązaniu do aktorki Natalie Wood) w filmie Mario Salieriego Młodzieńcze perwersje (Adolescenza Perversa/Viva Italia 2!, 1994) w scenie seksu z Christophem Clarkiem i jako Natalie Boet w produkcji Private Backdoor to Sweden (1993). Jednocześnie rozpoczęła karierę dziennikarki.
Wzięła ślub z francuskim fotografem Dahmanem i wydała z nim dwie książki, które we Francji zdobyły popularność.

## Inne informacje
O jej twórczości fotograficznej pisał włoski filozof Giorgio Agamben w swojej książce "Profanacje".

## Publikacje
- Sade revu et corrigé pour les filles. Traité d'éducation et punitions, si méritoires. Scali ed., Paris 2006, ISBN 978-2-35012-034-8
- La sexualité des animaux. Vent des savanes 2008, ISBN 978-2-35626-007-9
- Pornart 1
- Pornart 2 - Edition Alixe et Dahmane, 2000, ISBN 2-911902-04-1